# Mathias Fixelles
Mathias Fixelles, né le 11 août 1996 à Soignies en Belgique, est un footballeur belge qui joue au poste de milieu défensif au KVC Westerlo.

## Biographie
Né à Soignies en Belgique, Mathias Fixelles est notamment formé par l'AFC Tubize et Oud-Heverlee Louvain avant de poursuivre sa formation au Saint-Trond VV. Il est ensuite transféré au KV Woluwe-Zaventem en troisième division. Après un an à Woluwe-Zaventem, il signe à l'Union Saint-Gilloise. C'est avec ce club qu'il fait ses débuts en professionnel, jouant son premier match le 6 août 2016, lors d'une rencontre de championnat face à l'un de ses clubs formateur, l'AFC Tubize. Il entre en jeu à la place de Nicolas Rajsel et inscrit son premier but pour l'Union. Les deux équipes se neutralisent sur le score de deux buts partout. Bien qu'il soit titulaire régulier à l'Union lors de la saison 2020-2021, il n'est pas prolongé par un nouveau contrat,.
À peine quelques jours plus tard, il trouve un nouveau club avec le KV Courtrai. Il joue son premier match en championnat avec ce club le 24 juillet 2021 face au RFC Seraing. Son équipe s'impose sur le score de deux buts à zéro. Lors de son quatrième match pour Courtrai, contre son ancien club, l'Union, il reçoit un carton rouge à la 64e minute pour avoir fait une faute sur Deniz Undav. Les Courtraisiens s'inclinent deux buts à zéro.
Le 6 février 2022, il s'engage avec le KVC Westerlo. Le 30 juillet 2022, le Belge joue son premier match avec les Campinois face au Lommel SK. Westerlo s'impose sur le score de trois buts à zéro.

### En club
|  |  | Union Saint-Gilloise - Championnat de Belgique de deuxième division (1) : - Champion : 2021. |  | KVC Westerlo - Championnat de Belgique de deuxième division (1) : - Champion : 2022. |